# ヴィルノ県 (1926年-1939年)
ヴィルノ県（ヴィルノけん、ポーランド語: Województwo Wileńskie）は、ポーランド第二共和国に16あった県の一つである。中心都市はヴィルノ（現リトアニア領ヴィリニュス）。ポーランド人を中心に、ベラルーシ人、ユダヤ人、リトアニア人などが居住していた。1926年、ヴィルノ地方から改組される形で設置された。1931年当時ヴィルノ県内の人口は約127万人、面積は約2.9万km2であった（「人口統計」の節を参照）。1939年、ポーランドがナチ・ドイツとソ連によって分割されると、ヴィルノ県はソ連の支配下に置かれることとなった。

## 歴史

### 背景
1795年の第三次ポーランド分割により、リトアニア大公国領であったこの地域はロシア帝国領となった。
1918年2月にリトアニアが、同年11月にポーランドが独立を宣言すると、両国およびボリシェヴィキがこの地域の領有を求めて争うようになる。リトアニアは1918年2月16日にヴィリニュス（ヴィルノ）を首都として独立を宣言したものの、同年末にはソヴィエト・ロシアの赤軍がリトアニアに侵攻し、12月にはリトアニア共産党がヴィリニュスで政権を樹立した。翌1919年2月にはリトアニアの義勇兵らがヴィリニュスを奪還する。同年4月にはポーランドがヴィリニュスおよび周辺地域を占領するも、1920年7月には赤軍が再びヴィリニュス地方を占領。同月12日、ソヴィエト＝リトアニア講和条約（モスクワ講和条約）が結ばれ、ヴィリニュス地方はリトアニアに引き渡されることとされた。しかし同年、ポーランドが再びヴィリニュス地方を占領した。
同年10月7日、ポーランドとリトアニアは、協商国の参加する席において、ヴィリニュス地方をリトアニアに帰属することで合意した（スヴァウキ合意）。この合意は10月10日の12時に効力を発することとされていた。しかし発効直前の10月9日、ルツャン・ジェリゴフスキ将軍率いるポーランド軍第1リトアニア＝ベラルーシ歩兵師団が現地のポーランド人とともにリトアニア軍を急襲し、ヴィリニュス地方を占拠した（ジェリゴフスキ反乱）。これに関してポーランド政府は、ジェリゴフスキが単独で行ったものでありポーランド政府に責任はないと主張した。しかし実際のところ、これは大ポーランド主義を掲げるポーランド国家元首のユゼフ・ピウスツキの計画によるものであり、ジェリゴフスキはピウスツキの命令に従って行動していた。
ポーランドの占領下に置かれたヴィリニュスおよび周辺地域では、同年、中部リトアニア共和国の建国が宣言された。その後、ポーランドとリトアニアは、国際連盟の後援を受けて和平交渉を行ったが、交渉は決裂に終わった。1922年1月8日、中部リトアニア共和国議会（セイム）選挙が実施され、ポーランドへの編入に対する賛成票が圧倒的多数を占める結果となった。この選挙を監視した連合国軍事監督委員会は、リトアニア人、ユダヤ人、ベラルーシ人の大半がこの選挙への参加をボイコットし、選挙が軍事占領下で行われ、ポーランド当局が抑圧のためのあらゆる行政手段を有していたことから、この選挙結果には「重大な疑い」があると報告し、この地域全体の「真に誠実な意見表明」であるとは考えられないと結論づけた。しかしポーランド議会（セイム）は、この選挙結果を受けて中部リトアニア共和国のポーランドへの編入を承認し、これにノヴォグルデク県の一部を加える形でヴィルノ地方が設置された。なお、その後ヴィルノ（ヴィリニュス）および周辺地域は、両国間の係争問題であり続け、両国は1938年まで国交断絶状態が続いた。

### ヴィルノ地方からヴィルノ県への改組
ヴィルノ地方は、中部リトアニア共和国領だったブラスワフ郡、オシュミャナ郡、シュヴィエンチャニ郡、トロキ郡、ヴィルノ郡の5郡およびヴィルノ市に、ノヴォグルデク県のドゥニウォヴィチェ郡、ジスナ郡、ヴィレイカ郡の3郡を加える形で設置された（右地図を参照）。

中部リトアニア共和国からヴィルノ地方に編入された地域
ノヴォグルデク県からヴィルノ地方に編入された地域

このうち、トロキ郡は、ロシア帝国時代のトロキ郡のうちトロキ（現リトアニア領トラカイ）を含むわずかな地域のみで構成され、残りはリトアニアの統治下に置かれていた（トラカイ郡）ことから、1921年以降トロキ郡は事実上ヴィルノ郡と同じ一つの郡として機能していた。そのため、1923年から1924年にかけて両郡は合併され、ヴィルノ＝トロキ郡が設置された。
1926年1月1日、ドゥニウォヴィチェ郡がポスタヴィ郡となり、4郷がジスナ郡に、1郷がヴィレイカ郡に移管された。また、1927年4月1日にはヴィレイカ郡の5郷にオシュミャナ郡の1郷、ノヴォグルデク県ヴォウォジン郡の1郷、同県ストウプツェ郡の1郷を加え、新たにモウォデチュノ郡が設置された。
同年1月20日、ヴィルノ地方はヴィルノ県に改組された。

### ヴィルノ県内の郡とヴィルノ市

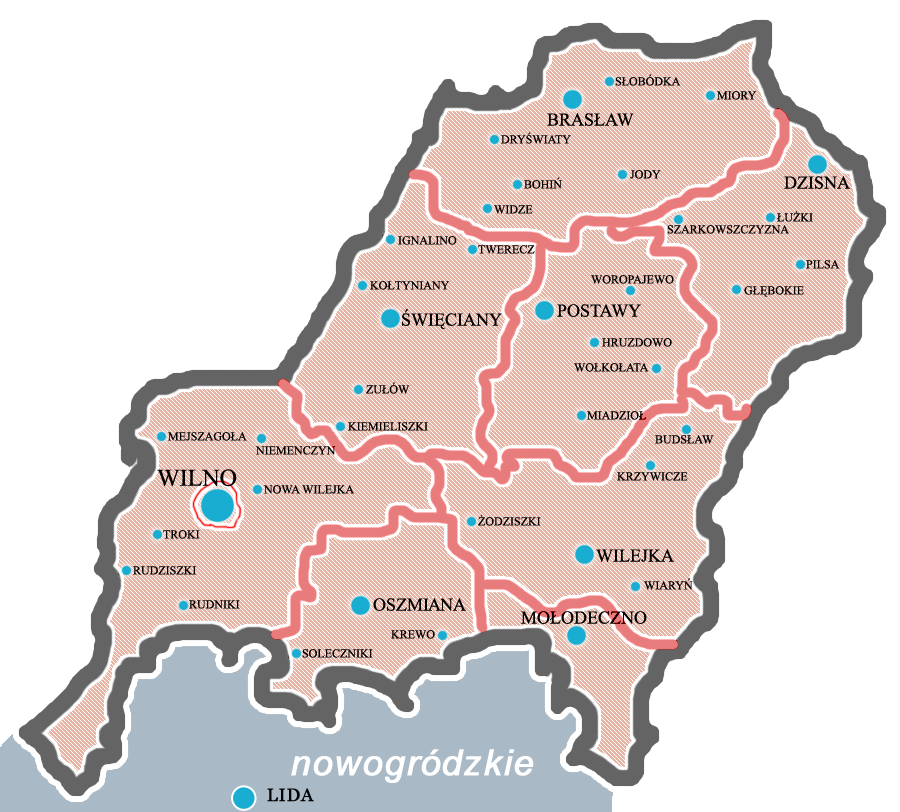
ヴィルノ県内の郡（1937年）

ヴィルノ県内の郡と郷（1938年）

ヴィルノ地方からヴィルノ県に改組されたのち、県内には以下の8つの郡が置かれることとなった。なお、県内最大の都市であるヴィルノを除き、大都市は存在しなかった。
| 郡名                 | 中心都市         | 面積（ km2） | 人口（人） |
| -------------------- | ---------------- | ------------ | ---------- |
| ブラスワフ郡         | ブラスワフ       | 4,217        | 143,100    |
| ジスナ郡             | グウェンボキェ   | 3,968        | 159,900    |
| モウォデチュノ郡     | モウォデチュノ   | 1,898        | 091,300    |
| オシュミャナ郡       | オシュミャナ     | 2,362        | 104,600    |
| ポスタヴィ郡         | ポスタヴィ       | 3,050        | 099,900    |
| シュヴィエンチャニ郡 | シヴィエンチャニ | 4,017        | 136,500    |
| ヴィレイカ郡         | ヴィレイカ       | 3,427        | 131,100    |
| ヴィルノ＝トロキ郡   | ヴィルノ         | 5,967        | 214,500    |
| ヴィルノ市           | ヴィルノ         | 0,105        | 195,100    |

### ポーランドの分割とヴィルノ県の廃止
1939年にナチ・ドイツとソ連がポーランドに侵攻し、ヴィルノ県がソ連の支配下となると、県東部は白ロシア・ソヴィエト社会主義共和国内に新たに設置されたヴィレイカ州となり、ヴィルノを含む県西部はソ連リトアニア相互援助条約によりリトアニア共和国に引き渡された。なお、1940年にリトアニア共和国がリトアニア・ソヴィエト社会主義共和国となりソ連に編入されると、白ロシア・ヴィレイカ州の一部がリトアニアに移管されている。
この地域に住んでいたポーランド人の多くは戦後、新たに建国されたポーランド人民共和国への移動を余儀なくされた。また、リトアニアに残ったポーランド人は、1950年代のリトアニア化の試み（ソ連中央当局によって阻止された）や、ロシア化・ソヴィエト化政策にさらされることとなった。
現在、かつてのヴィルノ県の領域は、リトアニアのヴィリニュス郡およびウテナ郡、そしてベラルーシのヴィーツェプスク州、フロドナ州、ミンスク州に分かれている。

## 人口統計

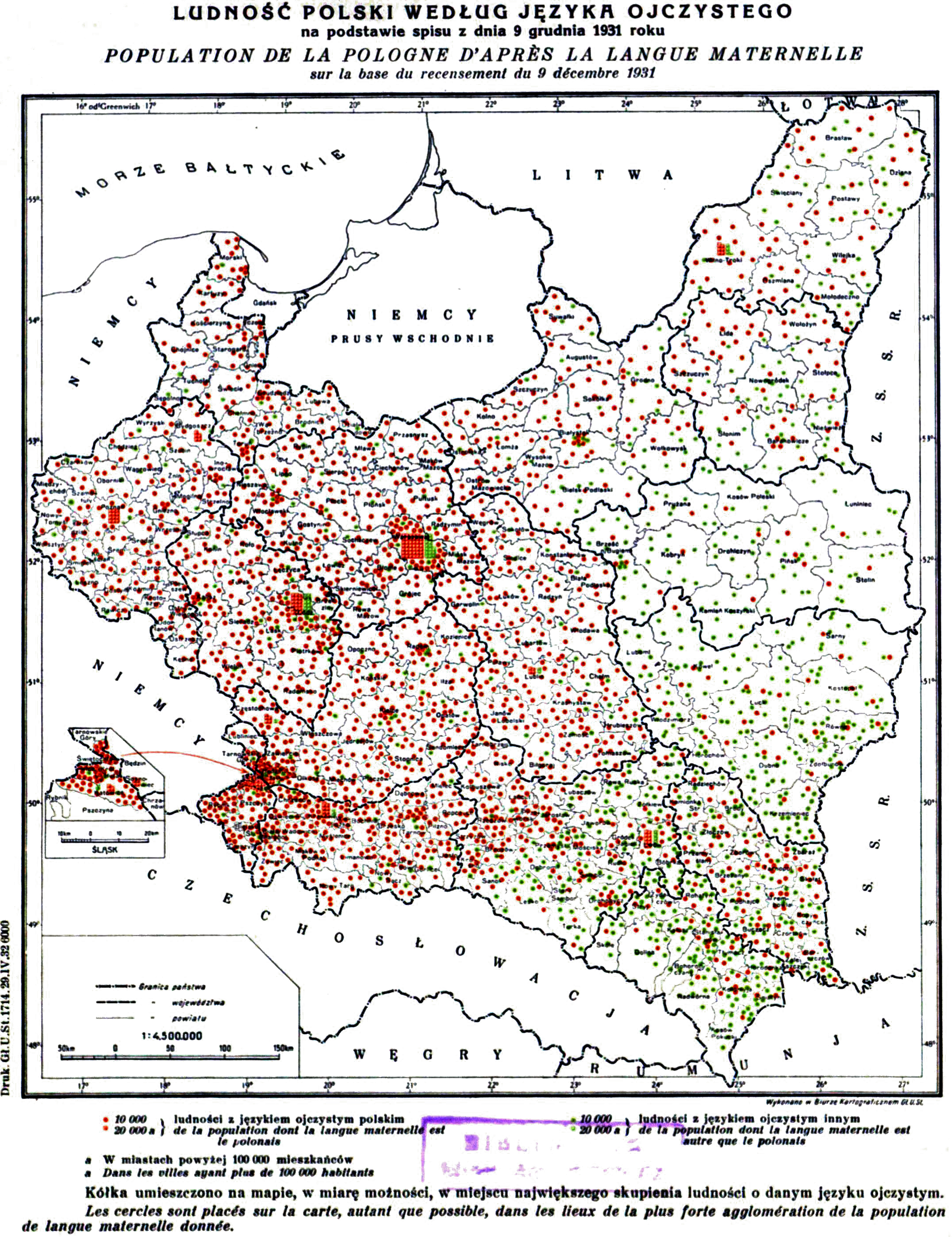
ポーランド語話者（赤）と非ポーランド語話者（緑）の人口を示した地図（1931年国勢調査による）

1931年に行われた国勢調査によれば、全人口127万6000人のうち、最も多い民族はポーランド人で、59.7%であった。少数民族としては、ベラルーシ人（22.7%）、ユダヤ人（8.5%）、リトアニア人（5.5%）、ロシア人（3.4%）の順に多かった。なお、この国勢調査において個人の民族性はその人物の母語をもとに判断されたことには留意する必要がある。また、この国勢調査はベラルーシ人およびリトアニア人に対するバイアスにより正確さに欠くと批判されている。
人口密度は44人/km²で、ポーランド第二共和国で2番目に少なかった。
| 郡                   | 全人口    | 言語別       | 言語別       | 言語別                     | 言語別   | 言語別       | 言語別 | 宗教別             | 宗教別                     | 宗教別   | 宗教別 |
| 郡                   | 全人口    | ポーランド語 | ベラルーシ語 | イディッシュ語、ヘブライ語 | ロシア語 | リトアニア語 | その他 | ローマ・カトリック | 正教、ギリシャ・カトリック | ユダヤ教 | その他 |
| -------------------- | --------- | ------------ | ------------ | -------------------------- | -------- | ------------ | ------ | ------------------ | -------------------------- | -------- | ------ |
| ブラスワフ郡         | 143,161   | 65.6%        | 16.2%        | 5.0%                       | 10.2%    | 2.4%         | 0.6%   | 62.2%              | 20.8%                      | 5.4%     | 11.6%  |
| ジスナ郡             | 159,886   | 39.0%        | 50.0%        | 7.4%                       | 3.2%     | 0.1%         | 0.3%   | 35.6%              | 55.1%                      | 7.5%     | 1.8%   |
| モウォデチュノ郡     | 91,285    | 38.9%        | 53.7%        | 6.3%                       | 0.8%     | 0.0%         | 0.3%   | 23.8%              | 69.1%                      | 6.5%     | 0.6%   |
| オシュミャナ郡       | 104,612   | 81.2%        | 9.7%         | 6.4%                       | 0.9%     | 1.5%         | 0.3%   | 77.8%              | 14.5%                      | 6.7%     | 1.0%   |
| ポスタヴィ郡         | 99,907    | 48.0%        | 47.7%        | 2.7%                       | 1.4%     | 0.1%         | 0.1%   | 50.8%              | 44.5%                      | 2.8%     | 1.9%   |
| シュヴィエンチャニ郡 | 136,475   | 50.1%        | 5.9%         | 5.6%                       | 6.4%     | 31.5%        | 0.5%   | 86.1%              | 1.4%                       | 5.6%     | 6.9%   |
| ヴィレイカ郡         | 131,070   | 45.4%        | 49.1%        | 4.5%                       | 0.7%     | 0.0%         | 0.3%   | 40.6%              | 53.9%                      | 4.7%     | 0.8%   |
| ヴィルノ＝トロキ郡   | 214,472   | 84.2%        | 2.6%         | 3.0%                       | 1.7%     | 7.9%         | 0.6%   | 93.7%              | 1.4%                       | 3.1%     | 1.8%   |
| ヴィルノ市           | 195,071   | 65.9%        | 0.9%         | 28.0%                      | 3.8%     | 0.8%         | 0.6%   | 64.6%              | 4.9%                       | 28.2%    | 2.3%   |
| 県全体               | 1,275,939 | 59.7%        | 22.7%        | 8.5%                       | 3.4%     | 5.2%         | 0.5%   | 62.5%              | 25.5%                      | 8.7%     | 3.3%   |

ヴィルノ市を除くヴィルノ県全体（上段）とヴィルノ市（下段）のおける各民族（言語集団）と宗教の相関関係を示した表